# فردریک کانوته
فردریک عمر کانوته (به انگلیسی: Frédéric Oumar Kanouté) (زادهٔ ۲ سپتامبر ۱۹۷۷ در سنت فوآ للیون) بازیکن فوتبال می‌باشد.

## زندگی شخصی
او از مادری فرانسوی و پدری اهل مالی در کشور فرانسه متولد شد. وی از مسلمان‌شدگان نیز می‌باشد.

## فوتبال باشگاهی
کانوته سابقهٔ حضور در تیم‌هایی چون لیون٬ وستهام یونایتد٬ تاتنهام هاتسپر٬ سویا و بیجینگ گوان را نیز دارد.

## تیم ملی مالی
فردریک کانوته ۳۹ بار برای تیم ملی فوتبال مالی به میدان رفته است و ۲۳ گل ملی در کارنامه دارد.

## بازیکن فوتبال سال آفریقا
کانوته در سال ۲۰۰۷ به عنوان بازیکن فوتبال سال آفریقا نیز انتخاب شد.

## آمار بازی‌های ملی
| تیم ملی فوتبال مالی | تیم ملی فوتبال مالی | تیم ملی فوتبال مالی |
| سال                 | تعداد بازی          | تعداد گل            |
| ------------------- | ------------------- | ------------------- |
| ۲۰۰۴                | ۳                   | ۲                   |
| ۲۰۰۵                | ۶                   | ۴                   |
| ۲۰۰۶                | ۹                   | ۶                   |
| ۲۰۰۷                | ۳                   | ۲                   |
| ۲۰۰۸                | ۳                   | ۲                   |
| ۲۰۰۹                | ۳                   | ۰                   |
| ۲۰۱۰                | ۱۲                  | ۷                   |
| مجموع               | ۳۹                  | ۲۳                  |

## افتخارات

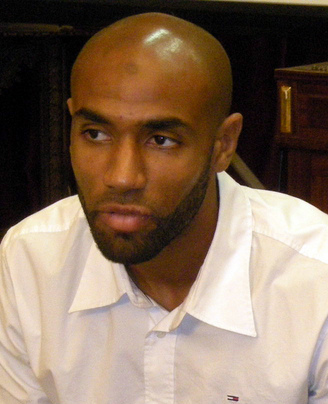
فردیک کانوته - ۲۰۰۸ میلادی

### باشگاهی
سویا
- لیگ اروپا: ٬۲۰۰۶ ۲۰۰۷
- کوپا دل ری: ٬۲۰۰۷ ۲۰۱۰
- سوپرجام اروپا: ۲۰۰۶
- سوپرکوپا د اسپانیا: ۲۰۰۷

### فردی
- بازیکن فوتبال سال آفریقا: ۲۰۰۷